# Good Smile Company
Good Smile Company (グッドスマイルカンパニー?) es una empresa de fabricación japonesa de productos de entretenimiento, tales como figuras a escala, Nendoroid y figmas. Además de la fabricación, en su plan de negocios también se incluye el diseño de las figuras y el marketing. Sus productos suelen estar basados en manga y anime populares en ese momento en Japón, aunque la compañía también ha producido figuras basadas en otros medios, como en los diversos sintetizadores de voz de Vocaloid, VTubers, los videojuegos danmaku/bullet hell, The Legend of Zelda, Super Mario y Touhou Project, además de varias franquicias occidentales como Marvel Cinematic Universe y Masters of the Universe. La firma ha colaborado con Red Entertainment en Shuraki, una producción original. 

## Anime
Good Smile Company ha participado en las siguientes producciones anime como miembro del comité de producción.
- Penguin Musume (2008)
- CANAAN (2009)
- Ichiban Ushiro no Dai Maō (2010)
- Black★Rock Shooter (2010)
- Tantei Opera Milky Holmes Series (2010、2012)
- DOG DAYS (2011)
- Hanasaku Iroha (2011)
- Ikoku Meiro no Croisée (2011)
- Haganai: I Don't Have Many Friends Series (2011, 2013)
- The Legend of Heroes: Trails in the Sky OVA (2011)
- Plastic Nee-san (2011 - 2012)
- Black Rock Shooter (versión Noitamina, 2012)
- Senki Zesshō Symphogear (2012)
- Berserk: The Golden Age Arc (2012)
- Tari Tari (2012)
- Wooser's Hand-to-Mouth Life (2012)
- Da Capo III (2013)
- Senyū (2013)
- Gargantia on the Verdurous Planet (2013)
- Aiura (2013)
- Saekano: How to Raise a Boring Girlfriend (2015)
- One Punch Man (2015)

## Tokusatsu
Se lanza por primera vez figuras del elenco tokusatsu:
- Kamen Rider Dragon Knight (2010) Figma

## Compañías asociadas
- Max Factory
- Phat! Company
- Good Smile Racing
- Good Smile Logistics & Solutions
- native
- Gift
- MAGES.
- MEM
- Good Smile Shanghai
- HiTUBE
- Ultra Super Pictures
- Orange Rouge

## Controversia
El intento de la compañía de demandar a sus antiguos ejecutivos en 2020 se encontró con una contrademanda, que alegaba en particular que Good Smile Company había invertido en 4chan. Esta afirmación se confirmó más tarde en un acuerdo de asociación que se obtuvo a través de Freedom of Information Act, que reveló que Good Smile Company invirtió 2,4 millones de dólares y adquirió una participación del 30% cuando Hiroyuki Nishimura compró 4chan por 8 millones de dólares en 2015.[9]